# Tapia de Casariego
Tapia de Casariego község Spanyolországban, Asztúria autonóm közösségben. Tapia de Casariego Castropol és El Franco községekkel határos. Lakosainak száma 3579 fő (2024).

## Népesség
A település népessége az utóbbi években az alábbiak szerint változott:
| Lakosok száma | 4343 | 4325 | 4254 | 4186 | 4002 | 3929 | 3851 | 3786 | 3671 | 3579 |
|               | 2001 | 2004 | 2007 | 2009 | 2012 | 2014 | 2017 | 2019 | 2022 | 2024 |